# Mehmet Ağar
 (février 2025).
Si vous disposez d'ouvrages ou d'articles de référence ou si vous connaissez des sites web de qualité traitant du thème abordé ici, merci de compléter l'article en donnant les références utiles à sa vérifiabilité et en les liant à la section « Notes et références ».
Mehmet Kemal Ağar né le 30 octobre 1951 au Palais de Çankaya, est un haut-fonctionnaire, homme politique turc.
Diplômé du département des finances et de l'économie de la faculté des sciences politiques de l'Université d'Ankara en 1973. Il commence sa carrière au ministère de l'intérieur. Devient sous-préfet, ensuite devient commissaire de police, directeur-adjoint de police d'Istanbul (1984-1988), directeur de police d'Ankara (1988-1990), directeur de police d'Istanbul (1990-1992), préfet d'Erzurum (1992-1993) et directeur général de police nationale (1993-1995).
Député d'Elazığ (1996-2007), d'abord comme membre du parti de la juste voie (DYP) (1996-1999), puis indépendant (1999-2002) puis réadhère le DYP (2002-2007) DYP change le nom et devient parti démocrate (DP) en 2007, il est président du DYP et DP (2002-2008).
Ministre de la justice (mars-juin 1996) et ministre de l'intérieur (juin-novembre 1996). 